# 15-ös busz (Salgótarján)
A salgótarjáni 15-ös autóbusz Zagyvaróna Mátyás király út és Felsőidegér között közlekedett. 

## Története
2001.szeptember 10-én a Nógrád Volán 15-ös jelzéssel indított új járatot Zagyvaróna és az Idegér között, hogy javítsa Zagyvaróna és a Piac közötti autóbuszos kapcsolatot, ugyanis a régi helyi járati autóbusz-állomás a piac közelében volt, emiatt sok panasz érkezett, hogy a Fő téri megállótól messze van a piac. Az első járatok munkanapokon 8 és 9 órakor indultak Zagyvarónáról, később már szabadnap is közlekedtek 8:20-kor és 9:20-kor indultak.
A 15-ös buszt a 2012.február 4-i járatritkítások során szüntették meg.

## Útvonala
| Zagyvaróna, Mátyás Király út felé: |
| --- |
| Zagyvaróna, Mátyás Király út – Őrhegy út – Zagyva út – Tarjáni út – Salgó út – Rákóczi út – Bem utca – Kővár út – Berczki Máté út – Karancs út – Kővár út – Bem utca – Rákóczi út – Salgó út – Tarjáni út – Zagyva út – Mátyás Király útja – Zagyvaróna, Mátyás Király út |

## Megállóhelyei
| 15 (Zagyvaróna → Idegér → Zagyvaróna) |                                         |                                                                           |                                                                |
| Sorszám                               | Megállóhely                             | Feltételezett átszállási kapcsolatok a járat bevezetésekor                | Átszállási kapcsolatok a járat megszűnésekor                   |
| 0                                     | Zagyvaróna, Mátyás Király út            | 1, 13, 14                                                                 | 1, 13, 14, 61                                                  |
| 2                                     | Zagyvaróna, községháza                  | 1, 13, 14                                                                 | 1, 13, 14, 61                                                  |
| 3                                     | Zagyvaróna, Sallai út                   | 1, 13, 14                                                                 | 1, 13, 14, 61                                                  |
| 4                                     | Rónai elágazó                           | 1, 13, 14                                                                 | 1, 13, 14, 61                                                  |
| 5                                     | Erőmű                                   | 1, 13, 14                                                                 | 1, 13, 14, 61                                                  |
| 6                                     | Tarjáni út 1.                           | 1, 1A, 13, 13A, 14, 31, 61                                                | 1, 13, 14, 61                                                  |
| 7                                     | Pintértelep                             | 1, 1A, 13, 13A, 14, 31, 61                                                | 1, 13, 14, 61                                                  |
| 8                                     | Köztemető                               | 1, 1A, 13, 13A, 14, 31, 61                                                | 1, 13, 14, 61                                                  |
| 9                                     | Művésztelep                             | 1, 1A, 13, 13A, 14, 31, 61                                                | 1, 13, 14, 61                                                  |
| 10                                    | Salgói kapu                             | 1, 1A, 1B, 13, 13A, 14, 31, 61, 71                                        | 1, 13, 14, 61                                                  |
| 14                                    | Kohász Művelődési Központ               | 1, 1A, 1B, 13, 13A, 14, 31, 61, 71                                        | 1, 13, 14, 61                                                  |
| 15                                    | Acélgyári úti iskola                    | 1, 1A, 1B, 13, 13A, 14, 31, 61, 71                                        | 1, 13, 14, 61                                                  |
| 16                                    | Salgó út                                | Nem érintette                                                             | 1, 13, 14, 61                                                  |
| 17                                    | Füleki út ma:Füleki úti körforgalom     | 1, 1A, 1B, 6, 7A, 11, 11A, 11B, 13, 13A, 14, 31, 36, 46, 63, 63Y, 63A, 70 | Nem érintette                                                  |
| 18                                    | Főtér                                   | 1, 1A, 1B, 6, 7A, 11, 11A, 11B, 13, 13A, 14, 31, 36, 46, 63, 63Y, 63A, 70 | 1, 6, 7, 7A, 11, 11A, 11B, 13, 14, 19, 27, 27A, 36, 46, 63, 75 |
| 19                                    | Kővár út, Piac                          | 5, 25, 58                                                                 | 5, 25, 25A, 45, 58, 75                                         |
| 20                                    | Kővár út 42.                            | 5, 25, 58                                                                 | 5, 25, 25A, 45, 58, 75                                         |
| 21                                    | Felsőidegér 1.                          | 5, 25, 58                                                                 | 5, 25, 25A, 45, 58, 75                                         |
| 22                                    | Bereczki Máté út 39.                    | 5, 25, 58                                                                 | 5, 25, 25A, 45, 58, 75                                         |
| 23                                    | Károlyakna                              | 5, 25, 58                                                                 | 5, 25, 25A, 45, 58, 75                                         |
| 24                                    | Kővár út 36.                            | 5, 25, 58                                                                 | 5, 25, 25A, 45, 58, 75                                         |
| 25                                    | Kővár út, Piac                          | 5, 25, 58                                                                 | 5, 25, 25A, 45, 58, 75                                         |
| 26                                    | Főtér                                   | 1, 1A, 1B, 6, 7A, 11, 11A, 11B, 13, 13A, 14, 31, 36, 46, 63, 63Y, 63A, 70 | 1, 6, 7, 7A, 11, 11A, 11B, 13, 14, 19, 27, 27A, 36, 46, 63, 75 |
| 27                                    | Füleki út ma:Füleki úti körforgalom     | 1, 1A, 1B, 6, 7A, 11, 11A, 11B, 13, 13A, 14, 31, 36, 46, 63, 63Y, 63A, 70 | Nem érintette                                                  |
| 28                                    | Salgó út                                | Nem érintette                                                             | 1, 13, 14, 61                                                  |
| 29                                    | Acélgyári úti iskola                    | 1, 1A, 1B, 13, 13A, 14, 31, 61, 71                                        | 1, 13, 14, 61                                                  |
| 30                                    | Kohász Művelődési Központ               | 1, 1A, 1B, 13, 13A, 14, 31, 61, 71                                        | 1, 13, 14, 61                                                  |
| 31                                    | Salgói kapu                             | 1, 1A, 1B, 13, 13A, 14, 31, 61, 71                                        | 1, 13, 14, 61                                                  |
| 32                                    | Művésztelep                             | 1, 1A, 13, 13A, 14, 31, 61                                                | 1, 13, 14, 61                                                  |
| 33                                    | Köztemető                               | 1, 1A, 13, 13A, 14, 31, 61                                                | 1, 13, 14, 61                                                  |
| 34                                    | Pintértelep                             | 1, 1A, 13, 13A, 14, 31, 61                                                | 1, 13, 14, 61                                                  |
| 35                                    | Tarjáni út 1.                           | 1, 1A, 13, 13A, 14, 31, 61                                                | 1, 13, 14, 61                                                  |
| 36                                    | Erőmű                                   | 1, 13, 14                                                                 | 1, 13, 14, 61                                                  |
| 37                                    | Rónai elágazó                           | 1, 13, 14                                                                 | 1, 13, 14, 61                                                  |
| 38                                    | Zagyvaróna, Sallai út                   | 1, 13, 14                                                                 | 1, 13, 14, 61                                                  |
| 39                                    | Zagyvaróna, községháza                  | 1, 13, 14                                                                 | 1, 13, 14, 61                                                  |
| 40                                    | Zagyvaróna, Mátyás Király út végállomás | 1, 13, 14                                                                 | 1, 13, 14, 61                                                  |